# 徐文湋
徐文湋（1424年—？），字若川，福建興化府莆田縣人，明朝政治人物。進士出身。

## 生平
福建鄉試第一百十五名。天順元年（1457年）丁丑科會試第六十二名，殿試登進士第二甲第三十名。

## 家族
曾祖父徐德驥。祖父徐孟博。父亲徐利永。